# نوده لکوان
نوده لکوان، روستایی از توابع بخش دشتابی شهرستان بوئین‌زهرا در استان قزوین ایران است. مردم این روستا ترک هستند و به زبان ترکی سخن می‌گویند. اهالی مسلمان شیعه می‌باشند. جمعیت روستای نوده لکوان در سال ۱۳۳۵ برابر با ۱۰۰ نفر بوده که در سال ۱۳۹۵ به ۵۳۶ نفر رسیده است. روستا در فاصله ۳۵ کیلومتری جنوب شهر قزوین و ۲۰ کیلومتری جنوب شرقی شهر ارداق مرکز بخش دشتابی قرار دارد.

## جمعیت
این روستا در دهستان دشتابی شرقی قرار دارد و براساس سرشماری مرکز آمار ایران در سال ۱۳۸۵، جمعیت آن ۴۷۸ نفر (۱۲۱خانوار) بوده‌است.